# 3657 Ermolova
3657 Ermolova è un asteroide della fascia principale. Scoperto nel 1978, presenta un'orbita caratterizzata da un semiasse maggiore pari a 2,313261 UA e da un'eccentricità di 0,131843, inclinata di 5,790383° rispetto all'eclittica. Ha un diametro di 6,655 km, un periodo di rotazione di 2,60655 ore e un'albedo di 0,543.
Fa parte della famiglia di asteroidi Vesta.
L'asteroide è dedicato all'attrice russa Marija Ermolova.